# Дауэр, Дай
Дэ́вид Уи́льям «Дай» Да́уэр (англ. David William "Dai" Dower; 20 июня 1933, Аберсинон — 1 августа 2016, там же) — британский боксёр, представитель наилегчайшей весовой категории. В начале 1950-х годов состоял в национальной сборной Великобритании по боксу, участник летних Олимпийских игр в Хельсинки. В период 1953—1958 годов выступал на профессиональном уровне, владел титулом чемпиона Европы по версии EBU, титулами чемпиона Великобритании и Британской империи, был претендентом на титул чемпиона мира в наилегчайшем весе.

## Биография
Родился в деревне Аберсинон, Уэльс.
Начинал боксёрскую карьеру как любитель. В 1952 году стал чемпионом Великобритании среди любителей в наилегчайшей весовой категории и благодаря череде удачных выступлений удостоился права защищать честь страны на летних Олимпийских играх в Хельсинки. На Олимпиаде благополучно прошёл первых двоих соперников, но в третьем четвертьфинальном бою со счётом 1:2 уступил советскому боксёру Анатолию Булакову.
Вскоре по окончании Олимпийский игр принял решение перейти в профессионалы и дебютировал на профессиональном уровне в феврале 1953 года, победив своего первого соперника техническим нокаутом в четвёртом раунде. Выходил на ринг довольно часто, так, в течение первого года провёл двенадцать поединков и во всех одержал победу. В марте 1954 года во втором раунде нокаутировал действующего чемпиона Великобритании в наилегчайшем весе Терри Аллена, хотя этот бой был нетитульным. Первый его титульный бой состоялся в октябре того же года, по очкам в пятнадцати раундах он победил представителя Южной Африки Джейка Тули и завоевал тем самым пояс чемпиона Британской империи. В феврале 1955 года Дауэр стал участником ещё одного пятнадцатираундового титульного боя, он переиграл по очкам Эрика Марсдена и добавил к своему титулу чемпиона Британской империи вакантный титул чемпиона Великобритании в наилегчайшей весовой категории.
Имея в послужном списке 23 победы и ни одного поражения, Дай Дауэр удостоился права оспорить титул чемпиона Европы по версии Европейского боксёрского союза (EBU) и благополучно завоевал этот чемпионский пояс, победив по итогам пятнадцати раундов итальянца Наццарено Джанелли. В дальнейшем провёл несколько рейтинговых поединков, первое в профессиональной карьере поражение потерпел в октябре 1955 года во время защиты титула EBU — претендент из Испании Янг Мартин несколько раз отправлял его на настил ринга в девятом и десятом раундах, а в двенадцатом после очередного падения Дауэр не смог подняться на счёт 10 и проиграл нокаутом.
Несмотря на поражение, валлийский боксёр продолжил активно выходить на ринг, защитил принадлежавший ему титул чемпиона Британской империи, всего в 1956 году провёл пять победных поединков. Затем он вынужден был ненадолго прервать спортивную карьеру из-за службы в армии, но в 1957 году вернулся на ринг и в Аргентине принял участие в поединке за звание чемпиона мира в наилегчайшем весе, встретившись с местным боксёром Паскуалем Пересом. Тем не менее, уже в первом же раунде Дауэр оказался в нокауте, и чемпионский титул остался у аргентинца. Впоследствии в 1958 году он ещё дважды выходил на ринг, один бой выиграл, во втором проиграл, после чего принял решение завершить карьеру профессионального спортсмена. Всего на профессиональном уровне он провёл 37 боёв, из них 34 выиграл (в том числе 12 досрочно) и 3 проиграл.
После завершения спортивной карьеры проживал в городе Борнмут, в течение многих лет работал учителем в одной из местных школ, а также возглавлял спортивное отделение Борнмутского университета. Выйдя на пенсию, так же оставался в Борнмуте.

## Награды и звания
За многолетнюю плодотворную работу с детьми в 1998 году награждён орденом Британской империи.